# Turbicellepora redoutei
Turbicellepora redoutei är en mossdjursart som först beskrevs av Jean Victor Audouin 1826.  Turbicellepora redoutei ingår i släktet Turbicellepora och familjen Celleporidae. Inga underarter finns listade i Catalogue of Life.